# Vaszil Metodiev
Vaszil Metodiev (bolgárul: Васил Методиев, Szandanszki, 1935. január 6. – 2019. július 29.) bolgár válogatott labdarúgó, edző.
A bolgár válogatott tagjaként részt vett az 1966-os világbajnokságon.

## Sikerei, díjai

### Játékosként
Lokomotiv Szofija
- Bolgár bajnok (1): 1963–64

Levszki Szofija
- Bolgár bajnok (3): 1983–84, 1984–85, 1987–88
- Bolgár kupa (2): 1983–84, 1990–91